# Sofia Cacherano di Bricherasio
La contessa Sofia Cacherano di Bricherasio, spesso indicata semplicemente come Sofia di Bricherasio (Torino, 18 aprile 1867 – San Secondo di Pinerolo, 2 marzo 1950), è stata una pittrice e filantropa italiana.

## Biografia
Figlia del cavaliere Luigi Cacherano di Bricherasio (1828-1871) e della marchesa Teresa Massel di Caresana, è stata l'ultima discendente della famiglia Cacherano di Bricherasio originaria di Bricherasio.

### Attività artistica
Pittrice allieva di Lorenzo Delleani, fece della dimora torinese un vero e proprio cenacolo artistico e culturale.
Analogo luogo di incontro di artisti fu il castello di Miradolo, presso Pinerolo, nel quale si incontravano pittori della scuola del Delleani, molti - come la contessa - appartenenti a quel fenomeno culturale diffuso nel Piemonte ottocentesco conosciuto come dilettantismo aristocratico. Lo stesso Delleani fu spesso ospite a Miradolo, dove portò a compimento alcuni suoi lavori.
 La contessa aveva iniziato il suo rapporto artistico con il pittore nel 1886 quando questi era stato ospite dei conti di Bricherasio al castello Bricherasio di Fubine e successivamente anche in quello, appunto, di Miradolo.
In particolare, come artista appassionata di pittura, Sofia si dilettò nella produzione di tavolette di paesaggio riprese dal vero ed usando una tecnica impressionistica. Partecipò sia alla 1ª edizione con l'Opera Preludio autunnale sia alla 2ª edizione con l'opera Sull'Alta Loira della Esposizione internazionale d'arte di Venezia.

### Attività filantropica
Fu anche promotrice di numerose opere di filantropia tra cui ad inizio del XX secolo la costruzione, poco distante dalla Cappella Bricherasio di Fubine (AL) - dove una lapide la ricorda - di un edificio da destinare ad asilo infantile dedicato alla madre.
Nell'immediato dopoguerra la contessa Sofia, ormai ultima discendente senza alcun erede, si trasferì stabilmente nel castello di Miradolo e alla sua morte nel 1950 tutte le sue ricchezze e le proprietà della famiglia furono incluse nel cospicuo lascito testamentario in favore della Piccola Opera della Divina Provvidenza di don Orione, che adibì gli edifici prima a convento e poi a casa di riposo per anziani.
Al nome di Sofia di Bricherasio è intitolata la casa di riposo dell'Opera "Don Orione" sita in Palazzo Bricherasio di Fubine.